# ノンキーズ
ノンキーズは、かつて太田プロダクションで活動していた日本のお笑いコンビ、歌手。1992年結成、2002年解散。
コンビ名の由来は「暢気」だからという意味ではなく、「鍵がない=non key」という意味を持つ千葉県鴨川市の店名から。
CDデビュー時、『ノンキース』から改名。

## メンバー
白川 安彦（しらかわ やすひこ、1970年7月20日 - ）ボケ担当、立ち位置は向かって左。
- 北海道室蘭市出身、室蘭大谷高等学校卒業[1]。
- 血液型A型。
  - 解散後は事務所を退社し、構成作家へ転身。『志村けんのバカ殿様』『ただ今コント中』（共にフジテレビ）などコント番組やバラエティ番組など数多く担当。地元北海道でも『熱烈!ホットサンド!』『ハレバレティモンディ』（札幌テレビ放送）の構成の他、『白川安彦のハッピー・GO・ラッキー』（STVラジオ）のパーソナリティを担当していた[2]。
  - 太田プロエンタテイメント学院（東京校・札幌校）の講師も務めている。
  - 構成作家の傍ら「劇団スラッシュ（現存せず）」を立ち上げ、俳優兼演出家として活動していた時期もあった。

山崎 晋（やまざき すすむ、1969年2月23日 - ）ツッコミ担当、立ち位置は向かって右。
- 滋賀県彦根市出身、明治大学卒業。
- 血液型O型。
  - 解散後は芸名をノンキー山崎に改め、末吉くんとコンビ『山崎末吉』を組んでいたが山崎が2005年頃より急性散在性脳脊髄炎（略称ADEM）を発症したことなどから、思うような活動ができなくなり2007年2月末で山崎末吉を解散。2007年3月より再びピンとして活動予定だったが、健康状態といった理由から暫く活動休止。
  - しかし同6月、かつての相方である白川・末吉両名の計らいによりCS放送『ダチョ・リブレ』（テレ朝チャンネル）内でヤマザキモータースへの再改名を発表、現在はリハビリによって容態も好転しつつありCS放送のMCなどで活動を再開している。その後、松丘慎吾（元坂道コロンブス・鼻エンジン）とコンビ『くらげライダー』を結成するも2014年5月に解散した。

## 概要
進学や就職のため相次ぎ上京・同じカラオケパブでのアルバイト同士として知り合ったことから1992年8月にコンビを結成。当初のコンビ名は『ノンキース』。当時の所属事務所「ビッグストーン」の倒産などがあり、太田プロダクション所属となった。1990年代後半の太田プロライブ、"ボキャブラブーム"をU-turn、デンジャラスらと牽引してきた一組だった。
かつてはボキャブラブームの中、ブレーンが秋元康だったことから「ポストとんねるず」として期待されていた。
ネタのジャンルは日常観察やあるあるネタで、他のグループとの大きな違いは破天荒な設定の登場キャラクターにあった。特に妙な外国人（主に白川）、女役（山崎）のキャラクターの珍妙さにもおかしさがあった。
白川が劇団を立ち上げ、そちらの活動への専念を志望したこともあり2002年8月末付けで解散。解散後も交流は深く、お笑いコンテストの審査員を一緒に担当したこともある。
2022年1月19日の『お笑い実力刃』（テレビ朝日）にて2002年解散のビビると共に、一夜限り再結成。久々のコントを披露した。

## 過去の出演番組
- 爆笑オンエアバトル（NHK）戦績4勝5敗 最高489KB
  - 地方大会では非常に調子がよく、3回(仙台、福岡、札幌)とも400KB以上を記録。特に2000年1月9日放送回の仙台大会では自己最高となる489KBを記録、トップ合格を果たした。その一方、東京収録ではオンエアはたった一度のみ。
- タモリのボキャブラ天国（キャッチコピーは「四谷三丁目からの刺客」→「情熱の嵐」→「ノンキーズ改め」→「天から舞い降りた」→「青うま改め」）
- タモリ倶楽部
- オールナイトニッポン
- 爆笑BOOING（関西テレビ）5週勝ち抜きチャンピオン
- 前略ヒロミ様
- スーパーJOCKEY
- ダウンタウンのガキの使いやあらへんで!!（日本テレビ）
- サタ☆スマ
- どうーなってるの?!
- じょんのび
- 64マリオスタジアム
- P-STOCK
- テレビモグラ
- ザ・スターボウリング
- ブレイクもの!
- 特捜TV!ガブリンチョ
- ヤングのウ・フ・フ（テレビ東京）
- おねだり姫
- ノンキーズのラジオの王様・別荘地（SBS静岡放送）
- お笑い実力刃
- しゃべくり007[5]

など多数

## 歌手活動
1996年から秋元康プロデュース･作詞の元、「Nonkeys」名義で歌手としても活動。CDシングル4枚を発表した。発売元はダブリューイーエー・ジャパン（現：ワーナーミュージック・ジャパン）。
1998年の4作目発表を最後に歌手活動は終了。オリコン最高位は4作目の初登場78位。
|     | 発売日         | タイトル         | カップリング    | 規格品番  | 備考                                                                         |
| --- | -------------- | ---------------- | --------------- | --------- | ---------------------------------------------------------------------------- |
| 1st | 1996年12月11日 | 君がいけないんだ | 月に見放されて  | WPDV-7103 | ANB系「おねだり姫」エンディングテーマ                                        |
| 2nd | 1997年02月10日 | 恋花火           | 最後のLOVE SONG | WPDV-7105 | オリコン最高87位 映画「恋と花火と観覧車」主題歌                              |
| 3rd | 1997年08月25日 | うわの空         | 1989            | WPDV-7117 | NTV系アニメ「ピーマンライトくん!」エンディングテーマ                         |
| 4th | 1998年02月05日 | You're mine      | 絶対逢いたくて  | WPDV-7132 | オリコン最高78位 TBS系アニメ「アニメがんばれゴエモン」後期オープニングテーマ |